# Idaea completa
Idaea completa är en fjärilsart som beskrevs av Otto Staudinger 1892. Idaea completa ingår i släktet Idaea och familjen mätare. Inga underarter finns listade i Catalogue of Life.